# Diabeł (pismo)
Diabeł (w starszej pisowni Djabeł) – ilustrowany dwutygodnik humorystyczny wydawany w Krakowie w latach 1869–1922. 

## Historia
Pismo poprzez satyrę polityczną zwalczało kierunek ugodowy w polityce wobec zaborców. Na łamach ukazywały się utwory wierszowane, rysunki i karykatury, a także felietony pisane gwarą podmiejską (Wicek-Socjalik K. Bartoszewicza). Do pisma wydawano również dodatki pod tytułami „Diablica” i „Diablątko”.
Od 1919 roku pismo wychodziło jako tygodnik. Nakład pisma wynosił 1000 egzemplarzy.
Redaktorzy naczelni:
- 1870: A. Kleczewski, L. Maliczak
- 1871–1874 A. Grynfeld
- 1875–1878 K. Bartoszewicz
- 1879–1880 S. Strzeszyński
- 1881–1891 A. Słomski
- 1892–1896 E. Borkowski
- 1897–1905 A. Nowak
- 1906–1921 W. Borkowski
- 1922 W. Babuchowski

Pismo upadło w rezultacie sporu między spadkobiercami W. Borkowskiego a wierzycielami zmarłego E. Borkowskiego. W ostatnim numerze zapowiedziano powstanie nowego czasopisma „Stańczyk”.